# Повіт Нака-Ніїкава
Пові́т На́ка-Ніїка́ва (яп. 中新川郡, なかにいかわぐん, МФА: [naka niːkawa guɴ]) — повіт в префектурі Тояма, Японія.